# Даллакян, Юрий Герасимович
Юрий Герасимович Даллакян (арм. Յուրի Դալլաքյան); 22 мая 1928, Термез — 14 июля 2008, Ереван) — советский и армянский инженер-конструктор. Лауреат Государственной премии Армении (2001). Главный конструктор Собора св. Григория Просветителя в Ереване (2001).

## Биография
Родился в семье ремесленника. Отец его, Даллакян (в паспорте Российской Империи Домакянц) Герасим Ферагеевич, родился в 1890-м году в Елизаветполе (Гандзак, арм. Գանձակ) Елизаветпольской губернии. В Первую Мировую Герасим Ферагеевич воевал в частях русской армии на турецком фронте. Мать, Маргарита Павловна Агасян, родилась в 1900-м году в г. Шуше (Шуши, арм. Շուշի) Елизаветпольской губернии в семье портного-владельца ателье. В середине 1920-х волею судеб молодые переехали в Туркестан: сначала — в г. Термез, а затем — в г. Чарджоу (ныне Туркменабад, Туркмения), где и прошло детство и отрочество Юрия Герасимовича.
В 1946-м году, по окончании средней школы, переехал из Чарджоу в Ереван, (куда в 1955-м году переехала также вся семья). В том же году поступил на архитектурное отделение Ереванского индустриального техникума им. Александра Таманяна, где и познакомился со своей будущей супругой. По окончании техникума поступил на факультет промышленного и гражданского строительства (ПГС) Ереванского политехнического института им. Карла Маркса (ныне Национальный политехнический университет Армении), который и окончил в 1955-м году по специальности «инженер-строитель».
На протяжении долгой трудовой деятельности занимал руководящие конструкторские должности в «Армпромпроекте», «Ерванпроекте», «АрмНИИСА» и в ряде других проектных институтов Еревана. Не прекращал конструкторскую деятельность до самой смерти.

## Основные работы
Среди сотен спроектированных Ю. Г. Даллакяном жилых, промышленных и гражданских объектов такие как:
- Купол Медицинского института в Ереване (курсовая работа)
- Жилые здания по ул. Абовяна в Ереване
- Здание «Кироваканского (ванадзорского) химкомбината»
- Корпуса ЕрНИИММ «Мергелян» в Ереване
- Производственные корпуса «Ереванского лампового завода»
- Здание телецентра в Нор Норке
- Студенческое общежитие в районе Зейтун в Ереване
- Жилые многоэтажные здания на основе «конструкции Даллакяна», в том числе одиннадцатиэтажное здание напротив кинотеатра «Россия» в Ереване и аналогичное здание на пр. Месропа Маштоца (1968), с располагавшимся в нём долгие годы «Агентством „Аэрофлота“». В этом доме Юрий Герасимович жил с семьей (1968 -— 2008).
- Эстакада, связывающая промышленные объекты «Ереванской ТЭЦ»
- Корпуса «Ереванского коньячного завода»
- Здания на территории св. Эчмиадзина: в том числе семинарии и музея-хранилища драгоценностей при резиденции Католикоса всех армян
- Павильоны канатной дороги в Ереване[2]
- Здание Ереванского драматического театра им. Габриела Сундукяна
- Реконструированное здание «Русского драматического театра им. Константина Станиславского» в Ереване
- Корпус «Ереванского полиграфического комбината»
- Несущая конструкция памятника Вардану Мамиконяну
- Корпуса «Армянского государственного педагогического института. им. Хачатура Абовяна»
- Проект реконструкции и расширения ереванского универмага «Детский Мир»
- Церковь Св. Анны в с. Малишка
- Собор св. Григория Просветителя в Ереване[3][4] оказался последней крупной работой конструктора. Возведение собора, приуроченное к 1700-летию принятия христианства в Армении, столкнулось с трудностями и, практически, остановилось на уровне подполья. Под угрозой оказались как сроки сдачи, так и заложенная стоимость объекта, являющегося национальным проектом. Появилась необходимость срочной разработки новой конструкции уже начатого сооружения. Эта задача была поручена Ю. Г. Даллакяну в качестве главного конструктора[5]. Благодаря найденным им сейсмостойким, ресурсосберегающим инженерным решениям, отраженным в сотне страниц расчетов и в пятистах листах рабочих чертежей, здание было возведено в срок и без превышения бюджета. Оно полностью воплотило в себе функциональный и эстетический замысел архитектора Степана Кюркчяна. В частности, в здании удалось обойтись без колонн, подпирающих массивный купол собора, что радикально улучшило его интерьер.

## Награды
За вклад в строительство Собора св. Григория Просветителя в Ереване приказом президента Республики Армения за номером 922 Государственная премия в области градостроительства и архитектуры 2001-го года была присуждена архитектору Степану Кюркчяну, конструктору Юрию Даллакяну и руководителю строительства Вазгену Погосяну.

## Патенты
- Плоское железобетонное монолитное с ригелями и полостями в толще перекрытие каркасных зданий
- Многоэтажный гараж

## Галерея

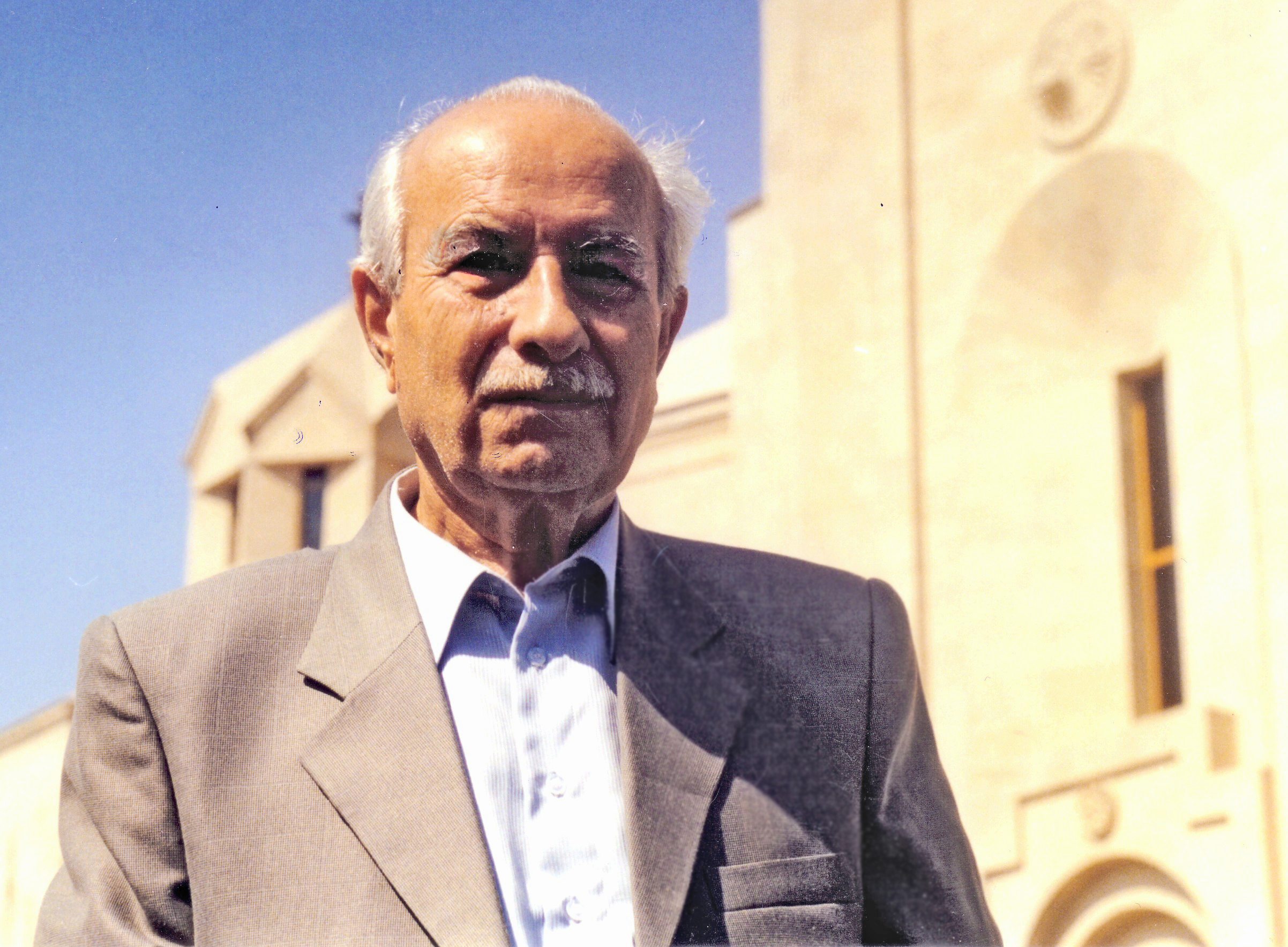
На фоне собора св. Григория Просветителя в Ереване
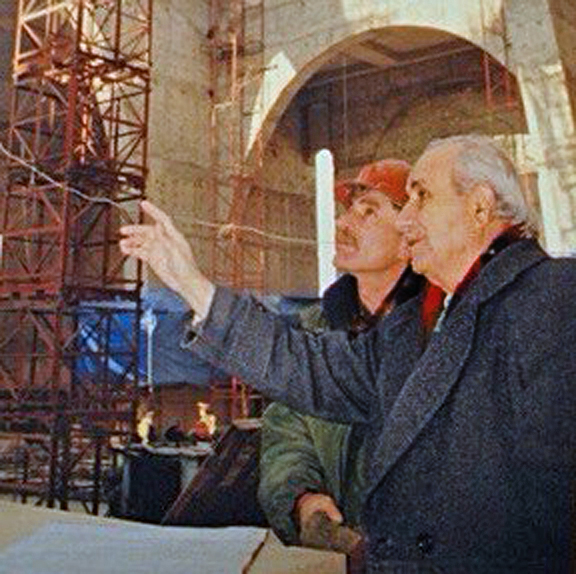
На стройплощадке собора св. Григория Просветителя в Ереване
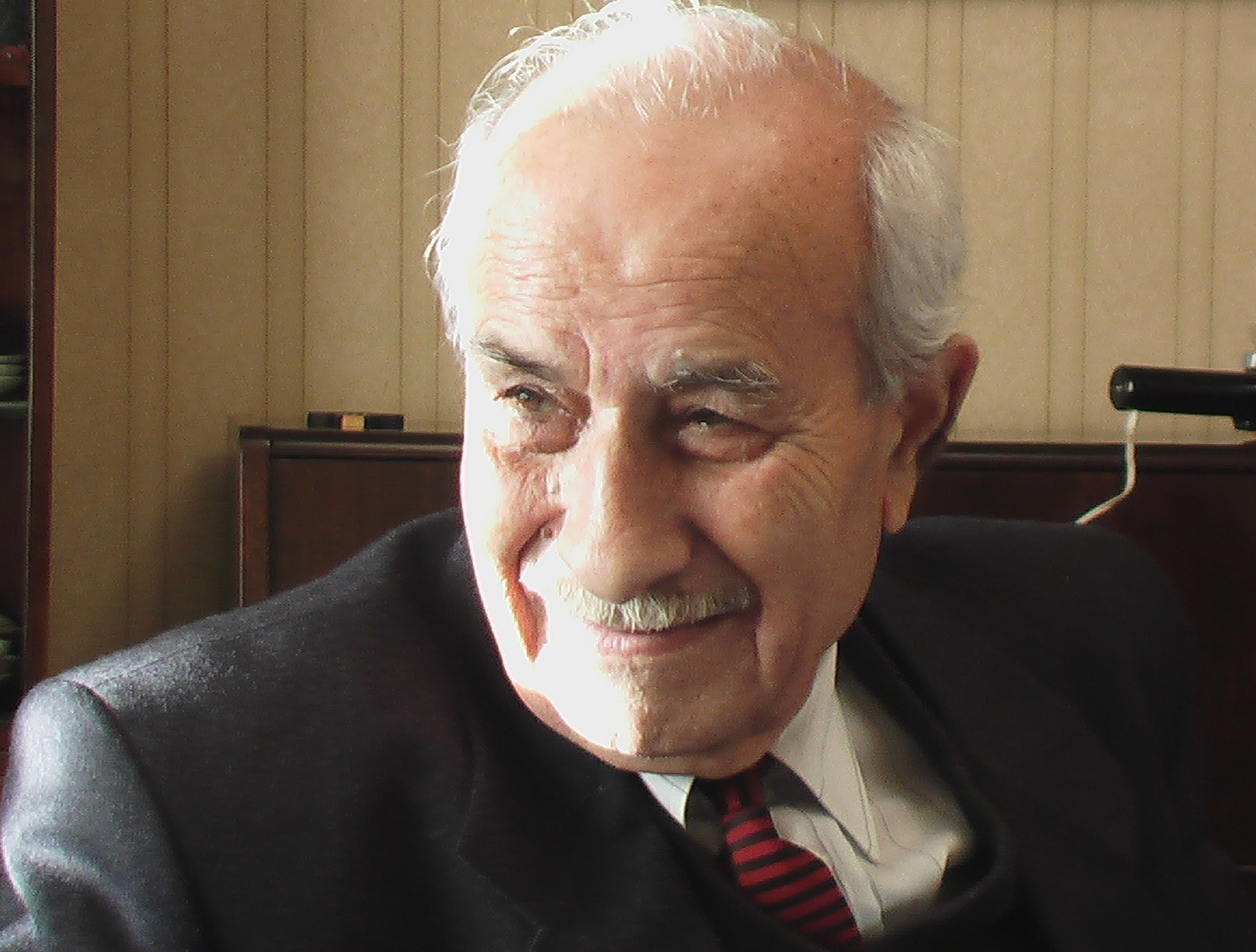
У себя дома в Ереване.